# Парламентські вибори у Великій Британії 1832
Парламентські вибори у Великій Британії проходили з 8 грудня 1832 по 10 січня 1833. Вони були проведені після розпуску в 1832 році Палати громад Великої Британії у зв'язку з проведенням виборчої реформи та стали першими, які пройшли за новим законом. 
У виборах брали участь торі, правлячі віги та незалежні ірландські кандидати з  Асоціації проти унії , організації, створеної Деніелом О'Коннелл, що виступала проти англо-ірландської унії. Правлячі віги під керівництвом графа Грея здобули впевнену перемогу над торі на чолі з герцогом Веллінгтоном, отримавши майже 70 % голосів. 

## Політична ситуація
Чарльз Грей був прем'єр-міністром з листопада 1830 р. Він очолював першу переважно віг адміністрації з Міністерства всіх талантів в 1806—1807 роках.
Окрім самих вігів, Грея підтримували радикальні та інші союзні політики. Віги та їхні союзники поступово називалися лібералами, але жодна офіційна ліберальна партія не була створена під час цих виборів, тому всі політики, що підтримують міністерство, називаються "Віг" у наведених вище результатах.
Лідер палати громад з 1830 року був віконт Althorp (спадкоємець графа Спенсера), який також служив канцлером казначейства.
Останній торійський прем'єр-міністр, під час цих виборів, був герцогом Веллінгтоном. Після того, як він залишив урядовий офіс, Веллінгтон продовжував керувати однолітками Торі і був загальним лідером опозиції.
Торі Лідер опозиції в Палаті Громад був Сер Роберт Піл, Бт.
Джон Вілсон Крокер використовував термін "консервативний" у 1830 році, але торі під час цих виборів ще не стали загальновизнаними як Консервативна партія. Ця відмінність, нарешті, відбудеться після офіційної створення Ліберальної партії.
У ірландській політиці Даніель О'Коннелл продовжував свою кампанію за скасування Закону про союз. Він заснував ірландську асоціацію з відмовою, і представив кандидатів, незалежних від двох основних партій.

## Результати
| Партія               | Лідер            | Відсоток голосів | Відсоток голосів | Місць в парламенті |
| Партія               | Лідер            | Кількість        | %                | Місць в парламенті |
| -------------------- | ---------------- | ---------------- | ---------------- | ------------------ |
| Віги                 | Чарлз Грей       | 554,719          | 67 %             | 441                |
| Торі                 | Артур Веллінгтон | 241,284          | 29,2 %           | 175                |
| Асоціація проти унії | Деніел О'Коннелл | 31,773           | 3,8 %            | 42                 |
| Всього               | Всього           | 827,776          | 100 %            | 658                |